# 2016 Heinemann
A 2016 Heinemann (ideiglenes jelöléssel 1938 SE) a Naprendszer kisbolygóövében található aszteroida. Alfred Bohrmann fedezte fel 1938. szeptember 18-án.